# Tirou (métro léger de Charleroi)
 (août 2022).
Si vous disposez d'ouvrages ou d'articles de référence ou si vous connaissez des sites web de qualité traitant du thème abordé ici, merci de compléter l'article en donnant les références utiles à sa vérifiabilité et en les liant à la section « Notes et références ».
La station Tirou est une station du métro léger de Charleroi inaugurée le 27 février 2012 et située sur la boucle centrale.

## Caractéristiques
Elle dessert le Forem, l'institut Notre-Dame et les commerces du Boulevard Tirou et de la rue de la Montagne. Elle est située à l'extrémité est de ce boulevard, artère importante de la Ville Basse, le long de la rue de l'Ecluse. 
Dans les divers plans et projets, le nom Écluse est apparu plusieurs fois, mais c'est finalement Tirou qui a été retenu, du nom d'un ancien bourgmestre de Charleroi, Joseph Tirou.
La station est aérienne et située sur une section de tram en site propre, entre Sambre et Parc. Contrairement aux autres stations au quai central, la station Tirou est composée de deux quais latéraux situés de part et d'autre des voies.
La mise en place de la station et de la ligne de tram a nécessité de nombreux aménagements dans le quartier: 
- déplacement et rétrécissement des rues du Pont Neuf et de l'Écluse ;
- déplacement du rond-point des Trois Coqs contenant l'installation « le Chantre de la Liberté » qui forme le carrefour entre le boulevard Tirou et la route nationale 5 d'une part, les rues du Pont Neuf et de l’Écluse d'autre part ;
- construction d'une dalle de protection contre les vibrations au-dessus du parking souterrain du Forem.

L'arrêt TEC éponyme jouxtant la station permet de nombreuses correspondances vers Marcinelle, Couillet et Montignies-sur-Sambre.